# Liste der Nummer-eins-Hits in Kolumbien (2023)
Diese Liste der Nummer-eins-Hits in Kolumbien 2023 basiert auf den offiziellen Chartlisten der Promúsica Colombia. Datengrundlage ist das Musikstreaming in Kolumbien.
Die Veröffentlichung ging bis zum 21. September 2023, dann wurde die Aktualisierung eingestellt.

## Singles
| ← 2022 ← | Liste der Nummer-eins-Hits in Kolumbien | Liste der Nummer-eins-Hits in Kolumbien       | Liste der Nummer-eins-Hits in Kolumbien | 2024 →                    |
| \| Zeitraum \| Wo. ges. \| Interpret \| Titel Autor(en) \| Zusätzliche Informationen \| \| (Zeitraum, Wochen auf Platz eins, Interpret, Titel, Autor[en], zusätzliche Informationen) \| \| \| \| \| \| ----------------------------------------------------------------------------------------- \| -------- \| --------------------------------------------- \| ---------------------------------------------------------------------------------------------------------------------------------------------------------------------------------------------------------------------------------------------- \| ------------------------- \| \| 28. Oktober 2022 – 5. Januar 2023 10 Wochen \| 10 \| Ozuna feat. Feid \| Hey Mor Andrés Jael Correa Rios, Jan Carlos Ozuna Rosado, José Antonio Aponte Santi, Salomón Villada Hoyos, Gerald Oscar Jimenez, Alejandro Ramirez Suarez \| – \| \| 6. Januar 2023 – 23. Februar 2023 7 Wochen (insgesamt 10) \| 10 \| Yandel & Feid \| Yandel 150 Andrés David Restrepo Echevarría, Joan Manuel Ubinas Jiménez, Johan Esteban Espinosa Cuervo, Llandel Veguilla Malavé, Salomón Villada Hoyos \| – \| \| 24. Februar 2023 – 23. März 2023 4 Wochen \| 4 \| Karol G feat. Shakira \| TQG Carolina Giraldo Navarro, Daniel Echavarría Oviedo, Kevyn Mauricio Cruz Moreno, Shakira Isabel Mebarak Ripoll \| – \| \| 24. März 2023 – 13. April 2023 3 Wochen (insgesamt 10) \| 10 \| Yandel & Feid \| Yandel 150 Andrés David Restrepo Echevarría, Joan Manuel Ubinas Jiménez, Johan Esteban Espinosa Cuervo, Llandel Veguilla Malavé, Salomón Villada Hoyos \| – \| \| 14. April 2023 – 27. April 2023 2 Wochen (insgesamt 6) \| 6 \| Eslabon Armado & Peso Pluma \| Ella baila sola Pedro Julian Tovar Jr. \| – \| \| 28. April 2023 – 4. Mai 2023 1 Woche \| 1 \| Grupo Frontera & Bad Bunny \| Un x100to Benito Antonio Martínez Ocasio, Edgar Ivan Barrera, Marco Daniel Borrero, Andrés Jael Correa Ríos \| – \| \| 5. Mai 2023 – 1. Juni 2023 4 Wochen (insgesamt 6) \| 6 \| Eslabon Armado & Peso Pluma \| Ella baila sola Pedro Julian Tovar Jr. \| – \| \| 2. Juni 2023 – 8. Juni 2023 1 Woche \| 1 \| Bad Bunny \| Where She Goes Benito Antonio Martínez Ocasio, Roberto José Rosado Torres Jr., Marco Daniel Borrero \| – \| \| 9. Juni 2023 – 15. Juni 2023 1 Woche (insgesamt 2) \| 2 \| Sky Rompiendo feat. Feid & Myke Towers \| El cielo Alejandro Ramírez Suárez, Andres David Restrepo Echavarria, Gabriel Mora Quintero, Michael Anthony Torres Monge, Nicolás Jaña Galleguillos, Salomón Villada Hoyos \| – \| \| 16. Juni 2023 – 22. Juni 2023 1 Woche (insgesamt 2) \| 2 \| Feid feat. Young Miko \| Classy 101 Salomón Villada Hoyos, María Victoria Ramírez de Arellano Cardona, Héctor Caleb López Jiménez, Esteban Higuita Estrada, Miguel Angel Montoya, Benjamin Falik, Diego Amaury Lopez Crespo \| – \| \| 23. Juni 2023 – 29. Juni 2023 1 Woche (insgesamt 2) \| 2 \| Sky Rompiendo feat. Feid & Myke Towers \| El cielo Alejandro Ramírez Suárez, Andres David Restrepo Echavarria, Gabriel Mora Quintero, Michael Anthony Torres Monge, Nicolás Jaña Galleguillos, Salomón Villada Hoyos \| – \| \| 30. Juni 2023 – 6. Juli 2023 1 Woche (insgesamt 2) \| 2 \| Feid feat. Young Miko \| Classy 101 Salomón Villada Hoyos, María Victoria Ramírez de Arellano Cardona, Héctor Caleb López Jiménez, Esteban Higuita Estrada, Miguel Angel Montoya, Benjamin Falik, Diego Amaury Lopez Crespo \| – \| \| 7. Juli 2023 – 20. Juli 2023 2 Wochen (insgesamt 6) \| 6 \| Myke Towers \| Lala Jean Carlos Hernández-Espinell, Carlos Alberto Butter Aguila, Julio Emmanuel Batista Santos, Anthony Edward Ralph Parrilla Medina, José M. Reyes Díaz, Siggy Vázquez Rodriguez, Orlando Jovani Cepeda Matos, Michael Anthony Torres Monge \| – \| \| 21. Juli 2023 – 27. Juli 2023 1 Woche \| 1 \| Anuel AA & Quavo feat. DJ Luian & Mambo Kingz \| Baby Emmanuel Gazmey Santiago, Quavious Keyate Marshall, Luian Malavé Nieves, Edgar Wilmer Semper Vargas, Xavier Alexis Semper Vargas \| – \| \| 28. Juli 2023 – 24. August 2023 4 Wochen (insgesamt 6) \| 6 \| Myke Towers \| Lala Jean Carlos Hernández-Espinell, Carlos Alberto Butter Aguila, Julio Emmanuel Batista Santos, Anthony Edward Ralph Parrilla Medina, José M. Reyes Díaz, Siggy Vázquez Rodriguez, Orlando Jovani Cepeda Matos, Michael Anthony Torres Monge \| – \| \| 25. August 2023 – 21. September 2023 4 Wochen \| 4 \| Karol G feat. Peso Pluma \| Qlona Carolina Giraldo Navarro, Daniel Echavarría Oviedo, Daniel Esteban Gutiérrez Lopera, Hassan Emilio Kabande Laija, Juan Sebastian Navarro Gonzalez \| – \| |                                         |                                               | |                           |
| ← 2022 |                                         |                                               | | → 2024 →                  |
| Zeitraum | Wo. ges.                                | Interpret                                     | Titel Autor(en) | Zusätzliche Informationen |
| (Zeitraum, Wochen auf Platz eins, Interpret, Titel, Autor[en], zusätzliche Informationen) |                                         |                                               | |                           |
| 28. Oktober 2022 – 5. Januar 2023 10 Wochen | 10                                      | Ozuna feat. Feid                              | Hey Mor Andrés Jael Correa Rios, Jan Carlos Ozuna Rosado, José Antonio Aponte Santi, Salomón Villada Hoyos, Gerald Oscar Jimenez, Alejandro Ramirez Suarez                                                                                     | –                         |
| 6. Januar 2023 – 23. Februar 2023 7 Wochen (insgesamt 10) | 10                                      | Yandel & Feid                                 | Yandel 150 Andrés David Restrepo Echevarría, Joan Manuel Ubinas Jiménez, Johan Esteban Espinosa Cuervo, Llandel Veguilla Malavé, Salomón Villada Hoyos                                                                                         | –                         |
| 24. Februar 2023 – 23. März 2023 4 Wochen | 4                                       | Karol G feat. Shakira                         | TQG Carolina Giraldo Navarro, Daniel Echavarría Oviedo, Kevyn Mauricio Cruz Moreno, Shakira Isabel Mebarak Ripoll | –                         |
| 24. März 2023 – 13. April 2023 3 Wochen (insgesamt 10) | 10                                      | Yandel & Feid                                 | Yandel 150 Andrés David Restrepo Echevarría, Joan Manuel Ubinas Jiménez, Johan Esteban Espinosa Cuervo, Llandel Veguilla Malavé, Salomón Villada Hoyos                                                                                         | –                         |
| 14. April 2023 – 27. April 2023 2 Wochen (insgesamt 6) | 6                                       | Eslabon Armado & Peso Pluma                   | Ella baila sola Pedro Julian Tovar Jr. | –                         |
| 28. April 2023 – 4. Mai 2023 1 Woche | 1                                       | Grupo Frontera & Bad Bunny                    | Un x100to Benito Antonio Martínez Ocasio, Edgar Ivan Barrera, Marco Daniel Borrero, Andrés Jael Correa Ríos | –                         |
| 5. Mai 2023 – 1. Juni 2023 4 Wochen (insgesamt 6) | 6                                       | Eslabon Armado & Peso Pluma                   | Ella baila sola Pedro Julian Tovar Jr. | –                         |
| 2. Juni 2023 – 8. Juni 2023 1 Woche | 1                                       | Bad Bunny                                     | Where She Goes Benito Antonio Martínez Ocasio, Roberto José Rosado Torres Jr., Marco Daniel Borrero | –                         |
| 9. Juni 2023 – 15. Juni 2023 1 Woche (insgesamt 2) | 2                                       | Sky Rompiendo feat. Feid & Myke Towers        | El cielo Alejandro Ramírez Suárez, Andres David Restrepo Echavarria, Gabriel Mora Quintero, Michael Anthony Torres Monge, Nicolás Jaña Galleguillos, Salomón Villada Hoyos                                                                     | –                         |
| 16. Juni 2023 – 22. Juni 2023 1 Woche (insgesamt 2) | 2                                       | Feid feat. Young Miko                         | Classy 101 Salomón Villada Hoyos, María Victoria Ramírez de Arellano Cardona, Héctor Caleb López Jiménez, Esteban Higuita Estrada, Miguel Angel Montoya, Benjamin Falik, Diego Amaury Lopez Crespo                                             | –                         |
| 23. Juni 2023 – 29. Juni 2023 1 Woche (insgesamt 2) | 2                                       | Sky Rompiendo feat. Feid & Myke Towers        | El cielo Alejandro Ramírez Suárez, Andres David Restrepo Echavarria, Gabriel Mora Quintero, Michael Anthony Torres Monge, Nicolás Jaña Galleguillos, Salomón Villada Hoyos                                                                     | –                         |
| 30. Juni 2023 – 6. Juli 2023 1 Woche (insgesamt 2) | 2                                       | Feid feat. Young Miko                         | Classy 101 Salomón Villada Hoyos, María Victoria Ramírez de Arellano Cardona, Héctor Caleb López Jiménez, Esteban Higuita Estrada, Miguel Angel Montoya, Benjamin Falik, Diego Amaury Lopez Crespo                                             | –                         |
| 7. Juli 2023 – 20. Juli 2023 2 Wochen (insgesamt 6) | 6                                       | Myke Towers                                   | Lala Jean Carlos Hernández-Espinell, Carlos Alberto Butter Aguila, Julio Emmanuel Batista Santos, Anthony Edward Ralph Parrilla Medina, José M. Reyes Díaz, Siggy Vázquez Rodriguez, Orlando Jovani Cepeda Matos, Michael Anthony Torres Monge | –                         |
| 21. Juli 2023 – 27. Juli 2023 1 Woche | 1                                       | Anuel AA & Quavo feat. DJ Luian & Mambo Kingz | Baby Emmanuel Gazmey Santiago, Quavious Keyate Marshall, Luian Malavé Nieves, Edgar Wilmer Semper Vargas, Xavier Alexis Semper Vargas | –                         |
| 28. Juli 2023 – 24. August 2023 4 Wochen (insgesamt 6) | 6                                       | Myke Towers                                   | Lala Jean Carlos Hernández-Espinell, Carlos Alberto Butter Aguila, Julio Emmanuel Batista Santos, Anthony Edward Ralph Parrilla Medina, José M. Reyes Díaz, Siggy Vázquez Rodriguez, Orlando Jovani Cepeda Matos, Michael Anthony Torres Monge | –                         |
| 25. August 2023 – 21. September 2023 4 Wochen | 4                                       | Karol G feat. Peso Pluma                      | Qlona Carolina Giraldo Navarro, Daniel Echavarría Oviedo, Daniel Esteban Gutiérrez Lopera, Hassan Emilio Kabande Laija, Juan Sebastian Navarro Gonzalez                                                                                        | –                         |